# شهرستان پری (ایلینوی)
شهرستان پری (به انگلیسی: Perry County) شهرستانی در ایالت ایلی‌نوی ایالات متحده امریکا و بر طبق سرشماری ۲۰۱۰ این شهرستان ۲۲۳۵۰ نفر جمعیت داشته‌است.
طبق سرشماری ۲۰۱۰، مساحت این شهرستان ۱۱۵۷٫۶ کیلومتر مربع وسعت داشته که از این مقدار ۱٫۱۶ درصد آب و ۹۸٫۸۴ درصد خشکی می‌باشد.
این شهرستان در ۱۸۲۷ از شهرستان راندولف جدا شده‌است. این شهرستان نام خود را از اولیور هزارد پری که در نبرد دریاچه ایری کشتی‌های انگلیسی را شکست داد، گرفته شده‌است.
این نبرد در ۱۸۱۲ رخ داده‌است.

## نگارخانه

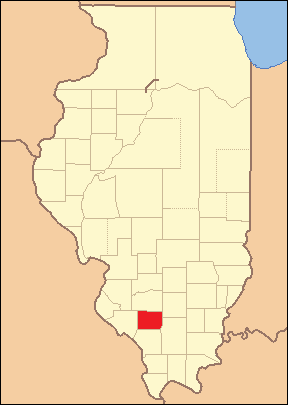

## همسایگان و راه‌ها
همسایگان این شهرستان عبارتند از:
- شمال: شهرستان واشینگتن
- شمال‌شرق: شهرستان جفرسون
- شرق: شهرستان فرانکلین
- جنوب‌شرق:
- جنوب: شهرستان جکسون
- جنوب‌غرب:
- غرب: شهرستان راندولف
- شمال‌غرب:

راه‌های اصلی این شهرستان:
1. بزرگراه ۵۱ ایالات متحده

## برخی از شهرها
- کاتلر
- پینکینی‌ویلا، مرکز شهرستان